# Шарутин, Владимир Викторович
Владимир Викторович Шарутин — российский учёный, доктор химических наук, профессор; соросовский профессор.

## Биография
Родился 6 июня 1950 года в Горьком.
Окончил Горьковский государственный университет (ГГУ) в 1974 году. С 1974 года — стажер-исследователь, младший научный сотрудник в институте химии АН СССР (г. Горький).
В 1978 году поступил в заочную аспирантуру при ГГУ. В 1982 году защитил кандидатскую диссертацию «Ферроценильные и цимантренильные соединения металлов IV—V групп», в 1995 году — докторскую диссертацию «Пентафенильные соединения фосфора, сурьмы, висмута и их производные. Возможность применения в органическом синтезе».
В. В. Шарутин внес крупный вклад в создание отечественной школы по химии соединений сурьмы и висмута, широко известной в России и за рубежом многими достижениями фундаментального и прикладного характера. Открытые В.В. Шарутиным реакции окисления и фенилирования спиртов и фенолов фенильными производными сурьмы и висмута послужили началом использования указанных производных в органическом синтезе.
Синтезировал и исследовал строение многих элементоорганических соединений. Опубликовал 6 монографий и свыше 350 статей в научных журналах.
В настоящее время работает в Национальном исследовательском Южно-Уральском государственном университете на кафедре органической химии.

## Заслуги
- Заслуженный деятель науки Российской Федерации (2003).
- Почетный работник высшего профессионального образования РФ (2007).